# عبدالله سروراحمدی
عبدالله سروراحمدی (زاده ۱۳۲۸، تربت جام - درگذشته ۲۹ خرداد ۱۳۹۱، تربت جام) از استادان موسیقی مقامی و دوتارنواز بود.

## زندگی
عبدالله سروراحمدی دوتارنواز بزرگ در خانواده‌ای فرهنگ‌دوست و اهل موسیقی در تربت جام به دنیا آمد و نیاکان پدری و مادری‌اش هر دو از استادان موسیقی مقامی بودند.
وی نخستین فنون دوتارنوازی را نزد مادر خود فرا گرفت و سپس از محضر بسیاری از استادان دوتارنوازی بهره جست، وی همچنین سال‌ها نزد استاد نظرمحمد سلیمانی به کسب تجربه پرداخت.
کسب عنوان تک نواز برتر در سه دوره پی‌در‌پی جشنواره موسیقی فجر، اجرا در جشنواره موسیقی آوینیون فرانسه، اجرا در شهر دوسلدورف آلمان و نیز اجرا در برابر پاپ ژان پل دوم از جمله فعالیت‌های او در عرصه موسیقی مقامی بود.
عبدالله سروراحمدی همچنین دستی در ساخت دوتار داشت و به نوآوری‌هایی در این عرصه دست زده بود.
از این استاد بنام موسیقی کشور ۴ پسر و ۳ دختر به یادگار مانده است که همه فرزندان وی دوتارنواز هستند.

## درگذشت
عبدالله سروراحمدی استاد برجسته موسیقی مقامی و دوتارنواز کشور، ۲۹ خرداد ۱۳۹۱ در زادگاهش تربت جام از توابع خراسان رضوی، درگذشت.
وی که در هنگام فوت ۶۳ سال سن داشت، ضبط شش کاست موسیقی مقامی را در کارنامه خود ثبت کرده بود.